# Felezési idő

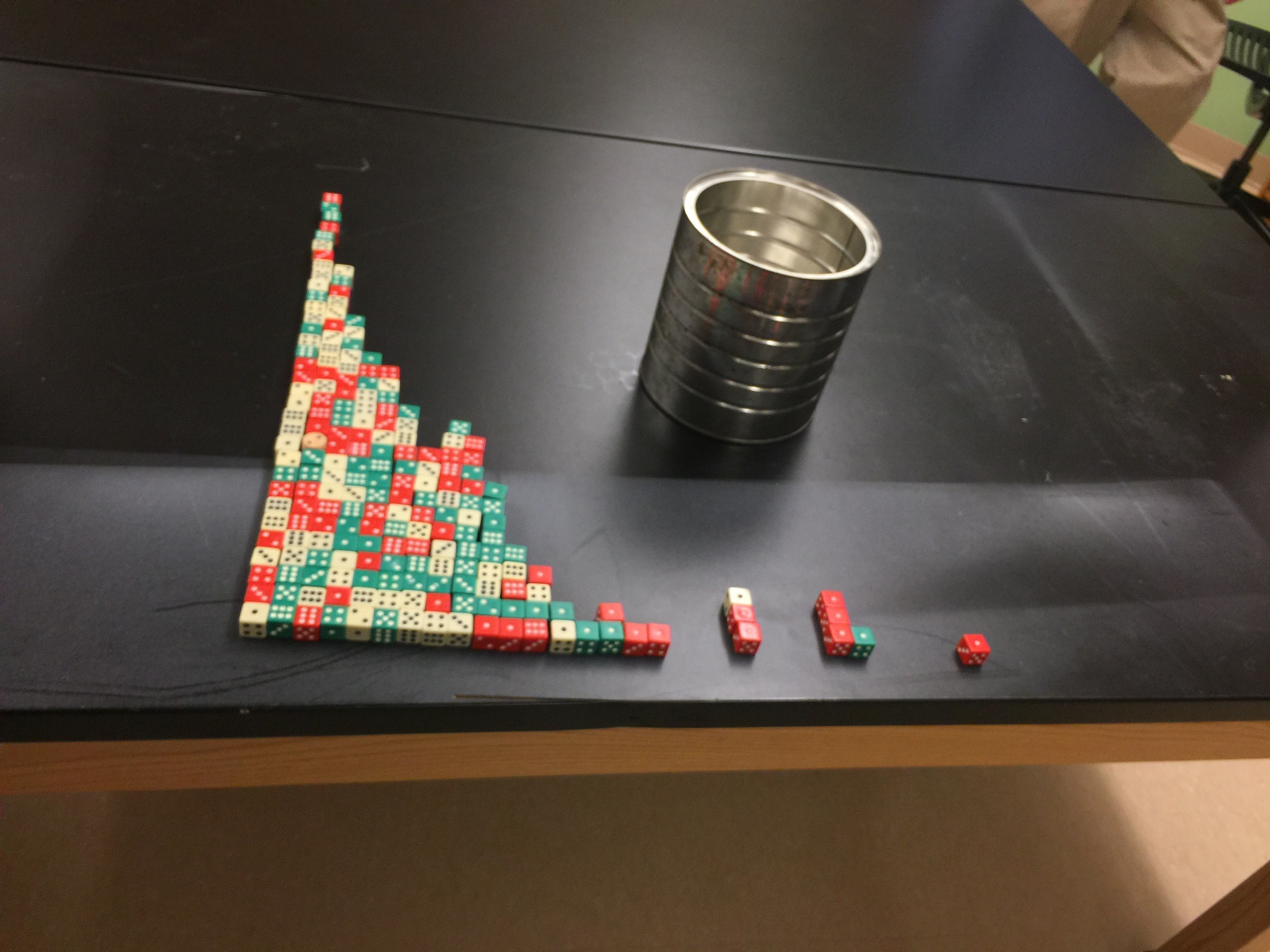
Ez a kép egy a felezési időt bemutató diagramot ábrázol dobókockákkal

A felezési idő megegyezik azzal az időtartammal, amely alatt egy folytonos, monoton csökkenő vizsgált érték feleződik. Tipikus példa a radioaktív atommagok bomlása. A radioaktív bomlás jellemzői: a τ közepes élettartam (röviden: élettartam), a T1/2 felezési idő és a λ bomlási állandó. A még el nem bomlott radioaktív atommagok száma exponenciálisan csökken az idő múlásával (exponenciális bomlástörvény). A bomlási állandó az idő együtthatójaként jelenik meg az e szám negatív hatványaként felírt exponenciális kitevőjében. A közepes élettartam elnevezésben a közepes jelző az élettartamok várható értékére utal, amely speciálisan az exponenciális eloszlás esetében (a radioaktív bomlás sztochasztikus hátterét adja) megegyezik azzal az idővel, amely alatt a bomlatlan magok száma e-ed részére csökken. A bomlási állandó és a közepes élettartam egymás reciprokai: λ=1/τ.

## Fontosabb összefüggések
Először levezetés nélkül közöljük a fontosabb összefüggéseket:
{\displaystyle T_{1/2}={\frac {\ln {2}}{\lambda }}\ ,}
{\displaystyle \tau \mathrm {ln} 2=T_{1/2}\ ,}
{\displaystyle \tau ={\frac {1}{\lambda }}\ .}

### A felezési időre vonatkozó kapcsolat származtatása
Egy radioaktív izotóp bomlásánál az izotópok számát az időben csökkenő exponenciális függvény írja le:
{\displaystyle N(t)=N(0)e^{-\lambda t}\,\!}
ahol N(t) az izotópok száma a t időpillanatban, N(0) pedig az N  értéke t = 0 pillanatban, λ pedig egy magtól függő állandó, amit bomlási állandónak nevezünk.
Mivel a felezési idő azt az időtartamot adja meg, amely alatt a kezdeti érték felére csökken N, ez a következőképp számolható:
{\displaystyle 0{,}5N(0)=N(T_{1/2})}
{\displaystyle 0{,}5N(0)=N(0)e^{-\lambda T_{1/2}}}
ahol T1/2 a felezési időt jelöli, ezt szeretnénk kifejezni az egyenletből.
A felezési idő független a kezdeti értéktől, az  N(0) kiesik az egyenletből, és a felezési időt a következőképp kapjuk:
{\displaystyle 0{,}5=e^{-\lambda T_{1/2}}}
{\displaystyle -\ln 0{,}5=\lambda T_{1/2}\,}
Mivel {\displaystyle -\ln 0{,}5=\ln 2}, írhatjuk, hogy
{\displaystyle \ln 2=\lambda T_{\frac {1}{2}}\,}
Innen
{\displaystyle T_{\frac {1}{2}}={\frac {\ln {2}}{\lambda }}}

## Biológiai felezési idő
Biológiai vagy eliminációs felezési időnek nevezzük azt az időtartamot, amely alatt a szervezet a felvett vagy véráramba juttatott radioaktív, toxikus vagy gyógyhatással rendelkező anyag mennyiségét a felére csökkenti. Jelölése T1/2. Az eliminációban biológiai (anyagcsere, kiválasztás), fizikai (radioaktív bomlás) és kémiai (vegyületek lebomlása) folyamatok együttesen vesznek részt.
A gyógyszertanban, ezen belül a farmakokinetikában használatos felezési idő megadja azt az időtartamot, ami alatt a vérbe jutott gyógyszer koncentrációja a felére csökken. Habár ebben a folyamatban is több tényező játszik szerepet, májon keresztül történő elimináció esetén a folyamat leírható egy exponenciális függvénnyel: 
{\displaystyle C_{t}=C_{0}e^{-kt}\,}
ahol:
- Ct a koncentráció t idő elteltével,
- C0 a kezdeti koncentráció t = 0 időpontban,
- k az eliminációs konstans.

Az eliminációs konstans és a felezési idő közötti összefüggést az alábbi egyenlet adja meg:
{\displaystyle T_{1/2}={\frac {\ln 2}{k}}\,}